# Jaguar XK120
Jaguar XK är en sportbil, tillverkad av den brittiska biltillverkaren Jaguar mellan 1948 och 1960.

## XK120
Jaguar hade tagit fram en modern sexcylindrig motor med dubbla överliggande kamaxlar till sin nya stora sedan Mk VII. Men motorn var klar långt före resten av bilen. Därför tog William Lyons fram en futuristisk sportbil med den nya motorn och visade upp den på London Motor Show 1948. Och plötsligt framstod alla andra utställares modeller som hopplöst föråldrade. Den utställda prototypen gjorde dundersuccé och gick snart i produktion som XK120. Till att börja med erbjöds en öppen roadster och en täckt coupé (fixed head coupe – fhc). Senare erbjöds även en mer ombonad cabriolet (drop head coupe – dhc) och en Special Equipment (S.E.)-variant med starkare motor och mer utrustning. Namnet 120 kommer av bilens toppfart på 120 mph (193 km/h).
XK120 tillverkades i 12 078 exemplar.

## XK140
1954 ersattes XK120 av XK140. På utsidan skiljer den sig mest genom större stötfångare och bakljus. Motorn hade blivit starkare, men inte ens i S.E.-utförande kunde bilen uppnå 140 mph, såsom namnet antyder. På chassi-fronten hade motorn flyttats framåt 75 mm till förmån för kursstabiliteten. Även sittbrunnen flyttades framåt och därigenom fick man plats med ett ytterst litet nödsäte i fhc- och dhc-modellerna.
XK140 tillverkades i 8 951 exemplar.

## XK150
1957 närmade sig XK-serien sin tioårsdag och kunderna började undra om det inte var dags för en ny sportbil från Jaguar. Därför blev XK150 lite av en besvikelse för många. Visst var karossen helt ny, med högre karossidor och hel vindruta, men det var en så uppenbar utveckling av företrädarna. På chassi-sidan var allt som förr, bortsett från att skivbromsar införts runt om. Från 1959 försågs bilen med en större 3,8-litersmotor.
XK150 tillverkades i 9 398 exemplar.

## Motorer
| Modell         | Motor               | Cylindervolym | Effekt | Bränsle           |
| -------------- | ------------------- | ------------- | ------ | ----------------- |
| XK120          | 6-cyl radmotor dohc | 3442 cm³      | 160 hk | 2 st SU förgasare |
| XK120 S.E.     | 6-cyl radmotor dohc | 3442 cm³      | 190 hk | 2 st SU förgasare |
| XK140          | 6-cyl radmotor dohc | 3442 cm³      | 190 hk | 2 st SU förgasare |
| XK140 S.E.     | 6-cyl radmotor dohc | 3442 cm³      | 210 hk | 2 st SU förgasare |
| XK150          | 6-cyl radmotor dohc | 3442 cm³      | 190 hk | 2 st SU förgasare |
| XK150 S.E.     | 6-cyl radmotor dohc | 3442 cm³      | 210 hk | 2 st SU förgasare |
| XK150S         | 6-cyl radmotor dohc | 3442 cm³      | 250 hk | 3 st SU förgasare |
| XK150 (59-60)  | 6-cyl radmotor dohc | 3781 cm³      | 220 hk | 2 st SU förgasare |
| XK150S (59-60) | 6-cyl radmotor dohc | 3781 cm³      | 265 hk | 3 st SU förgasare |

## Bilder

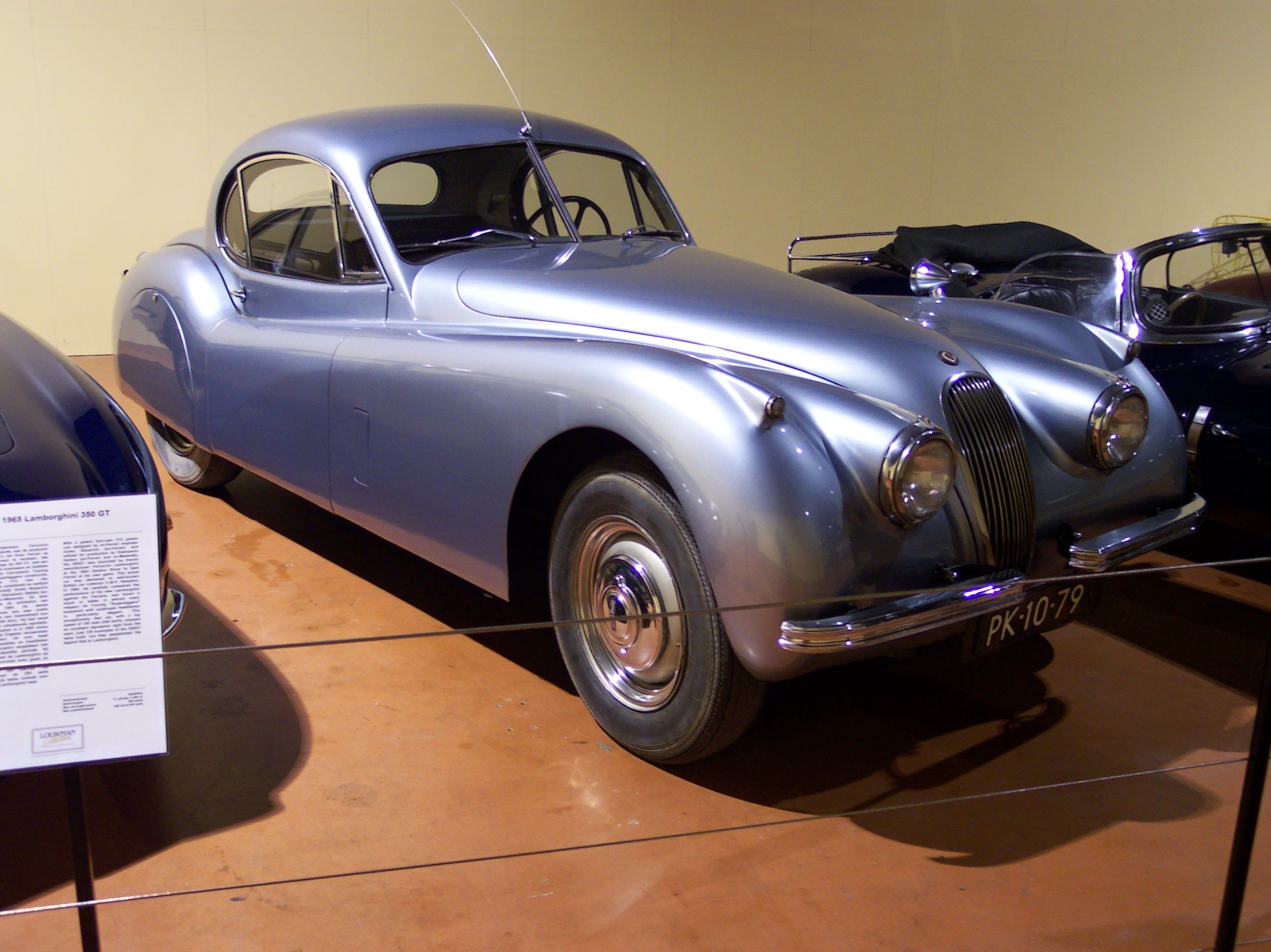
Jaguar XK 120 fhc
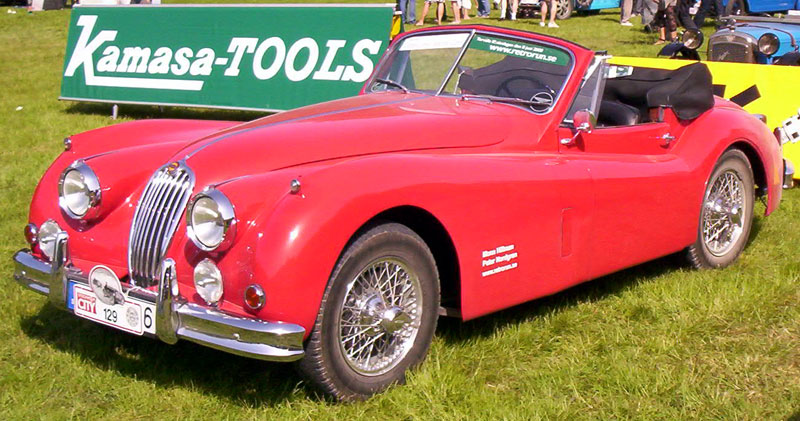
Jaguar XK140 Drophead Coupe 1955
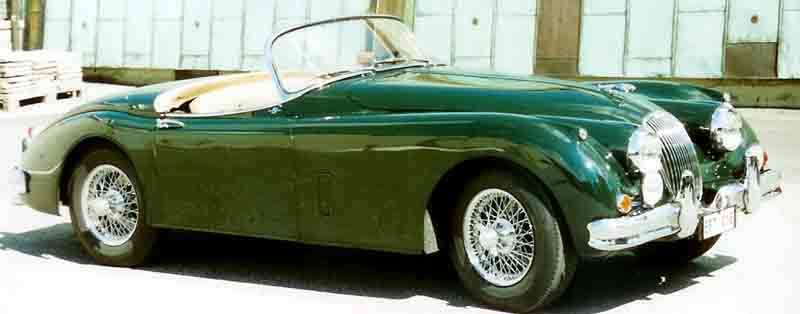
Jaguar XK150 roadster